# Kabinett Ramaphosa III
Das Kabinett Ramaphosa III ist die Regierung Südafrikas nach den Wahlen vom 29. Mai 2024. Sie ist das dritte Kabinett des südafrikanischen Präsidenten Cyril Ramaphosa. Die personelle Zusammensetzung der Regierung wurde am 30. Juni 2024 bekannt gegeben. Die Vereidigung der Minister fand am 3. Juli 2024 statt.

## Koalitionsverhandlungen
Bei der Wahl verlor die bisherige Regierungspartei African National Congress (ANC) ihre parlamentarische Mehrheit in der Nationalversammlung und war danach auf Koalitionspartner angewiesen. Der ANC nahm Verhandlungen mit der größten Oppositionspartei Democratic Alliance (DA) auf und es kam zu einer grundsätzlichen Einigung über die Bildung einer „Regierung der Nationalen Einheit“ (Government of National Unity, GNU), die aus ANC und DA sowie weiteren Parteien bestehen sollte. Infolge dieser Einigung wurde Cyril Ramaphosa mit den Stimmen der DA und anderer Parteien am 14. Juni 2024 erneut zum Präsidenten der Republik Südafrika gewählt. Anschließend folgten Koalitionsverhandlungen. Während dieser Zeit erklärten immer mehr Parteien ihr grundsätzliches Interesse an der Mitwirkung an der Regierung der Nationalen Einheit. Bis zum 17. Juni 2024 hatten insgesamt fünf Parteien ihren Willen zur Regierungsteilnahme erklärt: ANC, DA, Inkatha Freedom Party (IFP), GOOD und Patriotic Alliance. Die fünf Parteien waren mit insgesamt 273 Abgeordneten (68 %) in der Nationalversammlung vertreten. Bis zum 22. Juni 2024 gaben noch fünf weitere Parteien entsprechende Interessenbekundungen ab: Pan Africanist Congress (PAC), Vryheidsfront Plus (VF+), United Democratic Movement (UDM), Rise Mzansi (RISE) und Al Jama-ah.
Die Vereidigung der Minister und Ministerinnen fand am 3. Juli 2024 statt.

## Regierungsmitglieder
Nach fast einem Monat intensiver Verhandlungen wurde am 30. Juni 2024 durch Präsident Ramaphosa die personelle Besetzung der einzelnen Kabinettsposten bekanntgegeben. Das initiale Kabinett umfasste neben dem Präsidenten und Vizepräsidenten 32 Minister und 43 Stellvertreter (einige Minister haben zwei Vertreter). Einige Ministerien wurden umstrukturiert:
- Die Ministerien für Elektrizität und Energie wurden zusammengelegt.
- Ein separates Ministerium für Mineral- und Erdölressourcen wurde eingerichtet.
- Das Landwirtschaftsministerium wurde vom Ministerium für Landreform und ländliche Entwicklung getrennt.
- Das Ministerium für Hochschulbildung wurde vom Ministerium für Wissenschaft, Technologie und Innovation getrennt.
- Das Ministerium für Justiz und Verfassungsentwicklung wurde vom Ministerium für Strafvollzug getrennt.
- Das Ministerium für öffentliche Unternehmen wurde aufgelöst. Die Koordination der relevanten öffentlichen Unternehmen wird während des Prozesses der Umsetzung eines neuen Anteilseignermodells beim Präsidialamt angesiedelt.

| Geschäftsbereich | Amtsinhaber | Amtsinhaber             | Partei | Amtszeit                          |
| --- | ----------- | ----------------------- | ------ | --------------------------------- |
| Präsident von Südafrika President of South Africa |             | Cyril Ramaphosa         | ANC    | 15. Feb. 2018 –                   |
| Vizepräsident von Südafrika Deputy President of South Africa                                                                                           |             | Paul Mashatile          | ANC    | 7. März 2023–                     |
| Ministerin im Präsidialamt Minister in the Presidency                                                                                                  |             | Khumbudzo Ntshavheni    | ANC    | 6. März 2023–                     |
| Minister für Elektrizität und Energie Minister for Electricity and Energy                                                                              |             | Kgosientsho Ramokgopa   | ANC    | 3. Juli 2024–                     |
| Ministerin für Planung, Überwachung und Bewertung Minister for Planning, Monitoring and Evaluation                                                     |             | Maropene Ramokgopa      | ANC    | 6. März 2023–                     |
| Ministerin im Präsidialamt für Frauen, Jugend und Menschen mit Behinderungen Minister in the Presidency for Women, Youth and Persons with Disabilities |             | Sindisiwe Chikunga      | ANC    | 3. Juli 2024–                     |
| Minister für Landwirtschaft Minister of Agriculture |             | John Steenhuisen        | DA     | 3. Juli 2024–                     |
| Minister für Landreform und ländliche Entwicklung Land Reform and Rural Development                                                                    |             | Mzwanele Nyhontso       | PAC    | 3. Juli 2024–                     |
| Ministerin für Grundbildung Minister of Basic Education                                                                                                |             | Siviwe Gwarube          | DA     | 3. Juli 2024–                     |
| Minister für Kommunikation und digitale Technologien Minister of Communications and Digital Technologies                                               |             | Solly Malatsi           | DA     | 3. Juli 2024–                     |
| Minister für kooperative Regierungsführung und traditionelle Angelegenheiten Minister of Cooperative Governance and Traditional Affairs                |             | Velenkosini Hlabisa     | IFP    | 3. Juli 2024–                     |
| Ministerin für Verteidigung und Militärveteranen Minister of Defence and Military Veterans                                                             |             | Angie Motshekga         | ANC    | 3. Juli 2024–                     |
| Ministerin für Beschäftigung und Arbeit Minister of Employment and Labour                                                                              |             | Nomakhosazana Meth      | ANC    | 3. Juli 2024–                     |
| Minister für Umwelt, Forstwirtschaft und Fischerei Minister of Environment, Forestry and Fisheries                                                     |             | Dion George             | DA     | 3. Juli 2024–                     |
| Minister für Finanzen Minister of Finance |             | Enoch Godongwana        | ANC    | 5. Aug. 2021–                     |
| Minister für Gesundheit Minister of Health |             | Aaron Motsoaledi        | ANC    | 3. Juli 2024–                     |
| Ministerin für Hochschulbildung Minister of Higher Education                                                                                           |             | Nobuhle Nkabane         | ANC    | 3. Juli 2024–                     |
| Minister für Wissenschaft und Technologie Minister of Science and Technology                                                                           |             | Blade Nzimande          | ANC    | 3. Juli 2024–                     |
| Minister des Innern Minister of Home Affairs |             | Leon Schreiber          | DA     | 3. Juli 2024–                     |
| Ministerin für Siedlungen Minister of Human Settlements                                                                                                |             | Mmamoloko Kubayi        | ANC    | 5. August 2021 – 3. Dezember 2024 |
| Ministerin für Siedlungen Minister of Human Settlements                                                                                                |             | Thembi Nkadimeng        | ANC    | 3. Dezember 2024–                 |
| Minister für internationale Beziehungen und Zusammenarbeit Minister of International Relations and Cooperation                                         |             | Ronald Lamola           | ANC    | 3. Juli 2024–                     |
| Ministerin für Justiz und Verfassungsentwicklung Minister of Justice and Constitutional Development                                                    |             | Thembi Nkadimeng        | ANC    | 3. Juli 2024 – 3. Dezember 2024   |
| Ministerin für Justiz und Verfassungsentwicklung Minister of Justice and Constitutional Development                                                    |             | Mmamoloko Kubayi        | ANC    | 3. Dezember 2024–                 |
| Minister für den Strafvollzug Minister of Correctional Services                                                                                        |             | Pieter Groenewald       | VF+    | 3. Juli 2024–                     |
| Minister für mineralische und Erdöl-Ressourcen Minister of Mineral and Petroleum Resources                                                             |             | Gwede Mantashe          | ANC    | 3. Juli 2024–                     |
| Minister für Polizei Minister of Police |             | Senzo Mchunu            | ANC    | 3. Juli 2024 – 13. Juli 2025      |
| Minister für öffentlichen Dienst und Verwaltung Minister of Public Service and Administration                                                          |             | Mzamo Buthelezi         | IFP    | 3. Juli 2024–                     |
| Minister für öffentliche Arbeiten und Infrastruktur Minister of Public Works and Infrastructure                                                        |             | Dean Macpherson         | DA     | 3. Juli 2024–                     |
| Ministerin für Entwicklung kleiner Unternehmen Minister of Small Business Development                                                                  |             | Stella Ndabeni-Abrahams | ANC    | 5. Aug. 2021–                     |
| Ministerin für soziale Entwicklung Minister of Social Development                                                                                      |             | Sisisi Tolashe          | ANC    | 3. Juli 2024–                     |
| Minister für Sport, Kunst und Kultur Minister of Sports, Arts and Culture                                                                              |             | Gayton McKenzie         | PA     | 3. Juli 2024–                     |
| Ministerin für Tourismus Minister of Tourism |             | Patricia de Lille       | Good   | 3. Juli 2024–                     |
| Minister für Handel, Industrie und Wettbewerb Minister of Trade, Industry and Competition                                                              |             | Parks Tau               | ANC    | 3. Juli 2024–                     |
| Ministerin für Verkehr Minister of Transport |             | Barbara Creecy          | ANC    | 3. Juli 2024–                     |
| Ministerin für Wasser und Abwasser Minister of Water and Sanitation                                                                                    |             | Pemmy Majodina          | ANC    | 3. Juli 2024–                     |

1. ↑  Gerechnet vom  Zeitpunkt der Vereidigung. Einige Minister hatten schon in der vorangegangenen Legislaturperiode dasselbe Portfolio. In diesen Fällen ist das Datum der damaligen Amtseinsetzung angegeben, obwohl streng genommen die Amtszeit der Vorgängerregierung mit der Neuwahl des Präsidenten am 14. Juni 2024 endete.